# Raimondo Berengario II di Barcellona

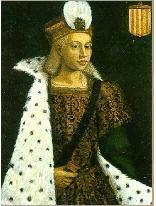
Raimondo Berengario II dipinto di Filippo Ariosto, fine XVI secolo.

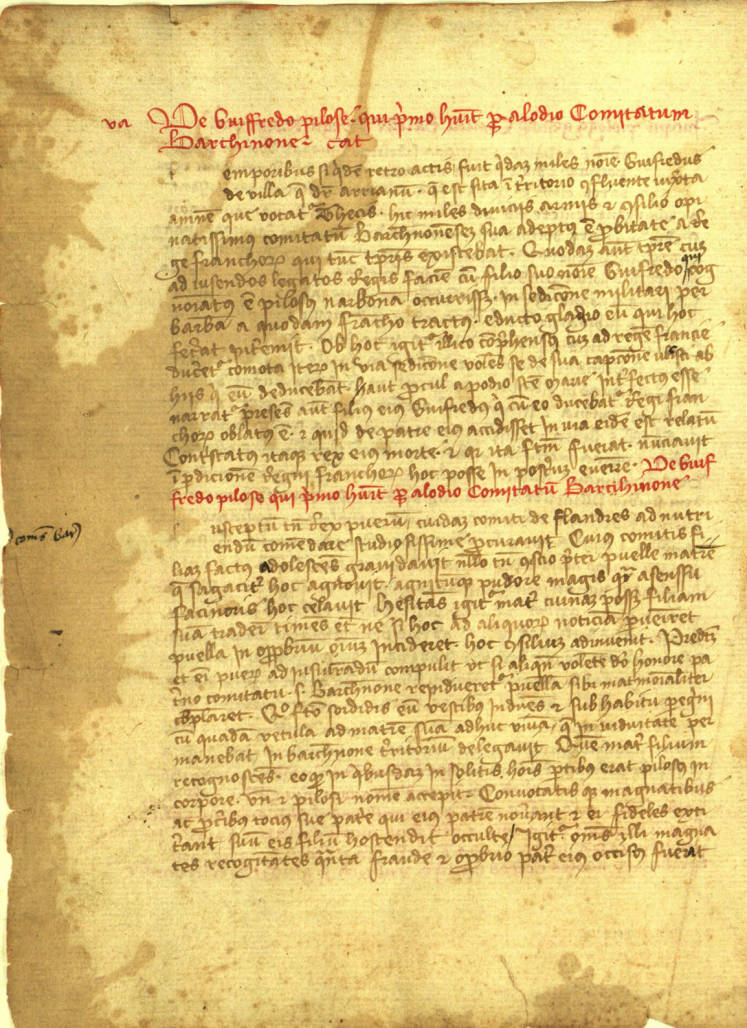
Il Gesta Comitum Barchinonensiu inizia con la Leggenda di Goffredo

Raimondo Berengario, detto Testa di Stoppia (Cap d'Estopes). Raimond Bérenger in francese, Ramon Berenguer in catalano, Ramón Berenguer in spagnolo, Remón Berenguer in aragonese e Raimundo Berenguer in portoghese e in galiziano. Raimundus Berengarius in latino (1054 – Sant Feliu de Buixalleu, 6 dicembre 1082), fu conte di Barcellona, Gerona, Osona e Carcassonne dal 1076 al 1082.

## Origine
Secondo il Gesta Comitum Barchinonensium era figlio primogenito assieme al fratello gemello Berengario Raimondo, del conte di Barcellona, Gerona e Osona Raimondo Berengario I e di Almodis de La Marche, figlia di Bernardo I de la Marche (circa 991- 16 giugno 1047) conte de la Marche e di Périgord e di Amelia de Rasés (? - † 1053). Il nome della madre, ripreso da un documento del 1053 ("Almodis comitissa, filia que es Amelie comitisse") è citato dallo storico José Enrique Ruiz Domenec nel suo libro Quan els vescomtes de Barcelona eren (Barcelona, 2006) a pag. 320.
Raimondo Berengario I di Barcellona, come ci conferma l'Ex Gestis Comitum Barcinonensium, era il figlio maschio primogenito del conte di Barcellona, Gerona e Osona Berengario Raimondo I e della sua prima moglie, Sancha Sánchez di Castiglia, che, secondo lo storico medievalista spagnolo, Fray Justo Pérez de Urbel y Santiago (Justo Pérez de Urbel), era figlia del conte di Castiglia Sancho Garcés e della moglie Urraca Gomez.

## Biografia

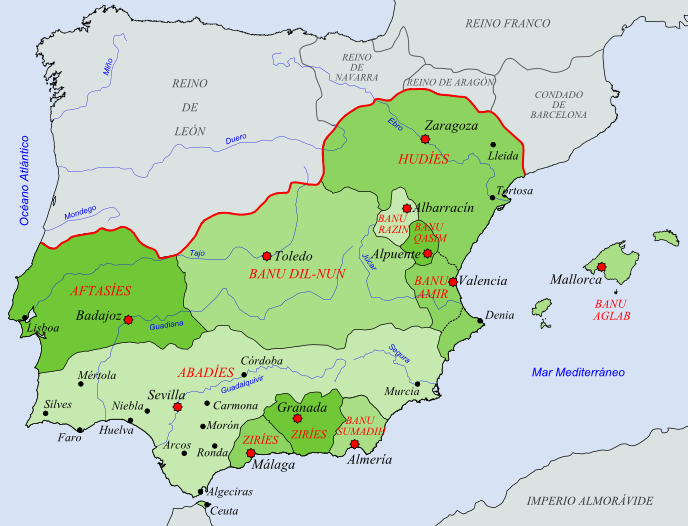
La penisola iberica alla fine del secolo XI. Al-Andalus è diviso in circa undici emirati (regni di Taifa)

Raimondo Berengario, con il gemello Berengario Raimondo e il fratellastro Pietro Raimondo (1050-1073), compare citato in due documenti di donazioni, fatte dai genitori, Raimondo Berengario I e Almodis: una prima volta, nel 1054, nella Colleció Diplomática de la casa de Temple de Barberà; una seconda volta nel documento n° CCLXXIV, del Cartulaire de l'abbaye de Lérins, 1ère partie, del 1068.
Il fratellastro Pietro Raimondo (1050-1073), il legittimo erede di Raimondo Berengario I, figlio della prima moglie di Raimondo Berengario I, Isabella, pur essendo molto affezionato ad Almodis, che gli aveva fatto da madre, temendo che la matrigna si adoperasse affinché il titolo comitale passasse ai suoi due figli la assassinò nel 1071, strangolandola. L'avvenimento è confermato dal Los Condes de Barcelona Vindicados, Tomos II, che cita il necrologio del monastero di San Cucufate il giorno 17 novembre
Pietro Raimondo per il suo crimine fu diseredato ed esiliato, e anche il papa Gregorio VII, appena eletto, nel 1073 gli inflisse una penitenza per l'uccisione della matrigna.
Sempre secondo il Gesta Comitum Barchinonensium il padre, Raimondo Berengario I, prima di morire stabilì che Raimondo Berengario, fosse il suo erede, quindi il primogenito rispetto al suo gemello, Berengario Raimondo. Anche il testamento di Raimondo Berengario I, pubblicato nel novembre del 1076, faceva riferimento ai due figli, citando prima Raimondo Berengario e poi Berengario Raimondo (duobus filiis suis…Raimundo Berengarii et Berengario Raimundi), e secondo l'Inquisitio circa comitatum Carcassonæ quomodo pervenerit ad comites Barcinonenses, la contea di Carcassonne, fu ereditata da Raimondo Berengario.
Nel 1176, alla morte del padre, gli subentrò nei titoli e nel governo delle contee, unitamente al fratello gemello, Berengario Raimondo,, che era in posizione subalterna, come da disposizioni testamentarie. Il fatto che i due fratelli governassero assieme è confermato da una donazione fatta al Monastero di San Pedro de Siresa da Sancho I re di Aragona, re di Pamplona e conte di Sobrarbe e Ribagorza, in cui cita i due conti di Barcellona.
Dato che governare insieme non era facile, stabilirono di dividersi le zone di competenza e di risiedere a turno, per periodi di sei mesi, nel palazzo comitale; ma il rapporto con il gemello rimase sempre conflittuale, specialmente per ciò che riguardava le conquiste territoriali, perché colui che le effettuava, tendeva a non dividerle con il fratello.

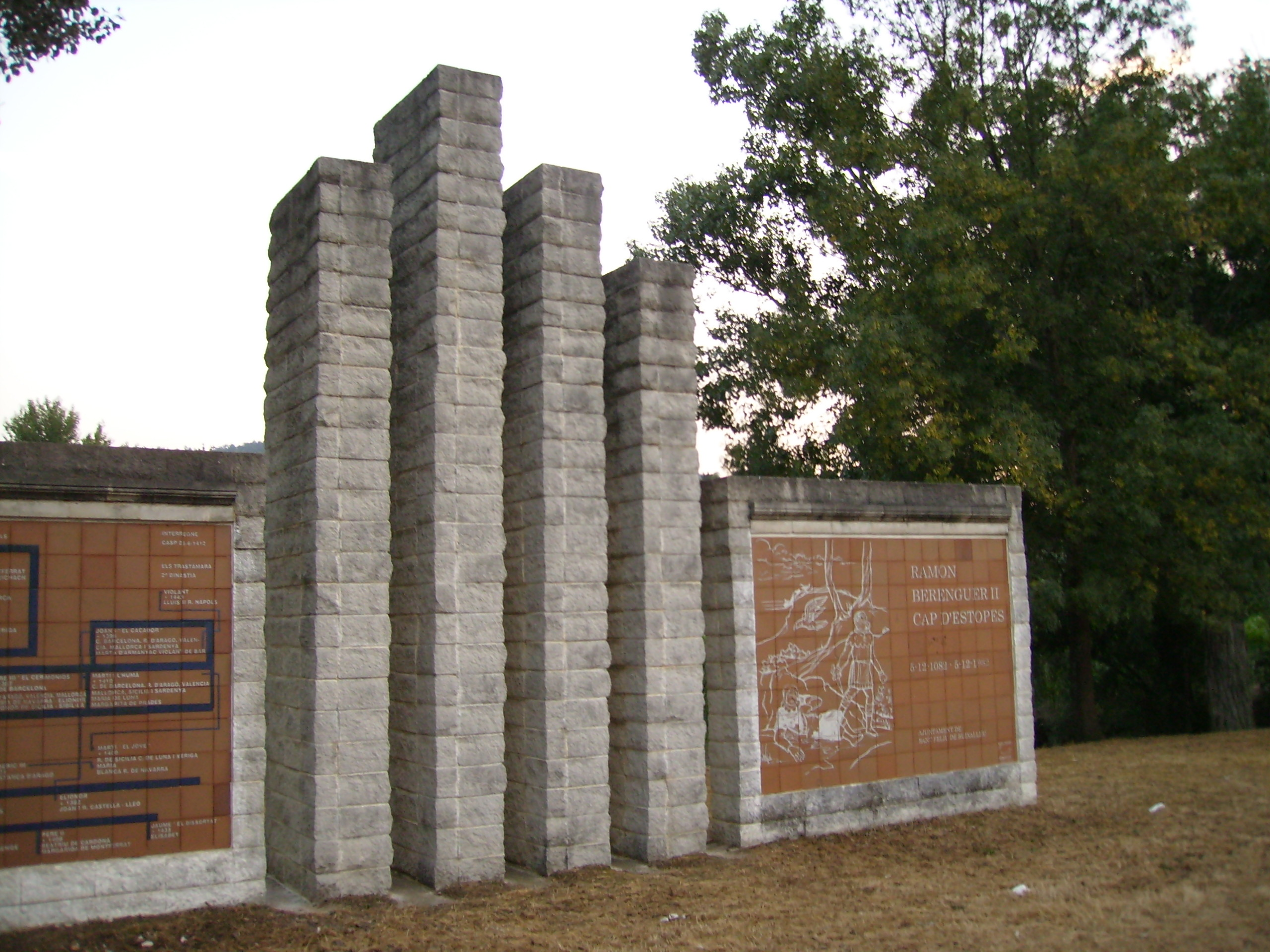
Monumento commemorativo del Conte Raimondo Berengario II a Sant Feliu de Buixalleu, la Selva

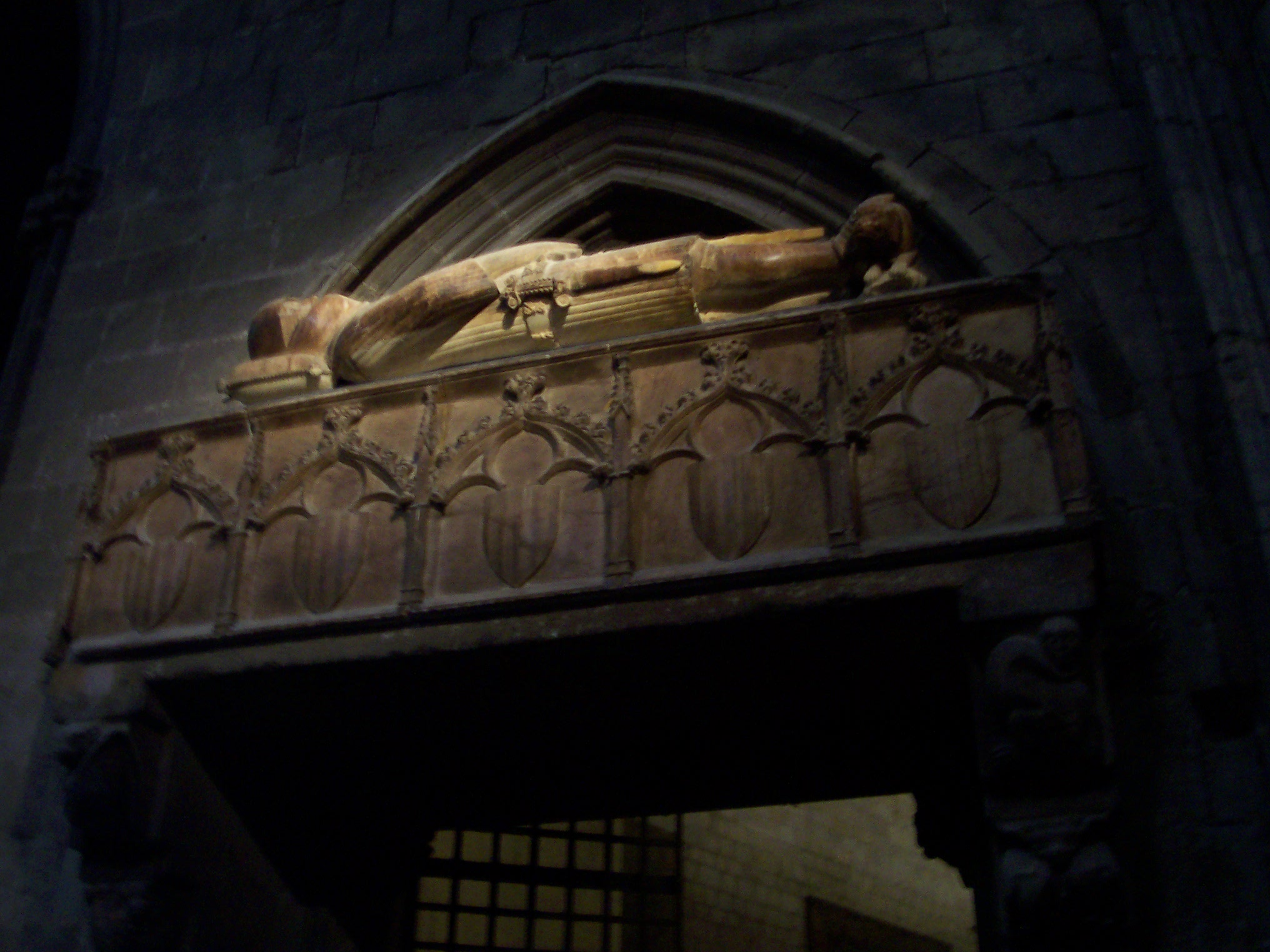
Sepolcro di Raimondo Berengario II nella Cattedrale di Gerona

Nel 1077 realizzò una spedizione contro Murcia, che apparteneva al re musulmano di Siviglia, e contro i re di Toledo, Granada e Malaga, che erano però alleati del re di León e Castiglia Alfonso VI; la spedizione risultò un disastro.
Alleatosi con la contea d'Urgell e con il re saraceno di Lleida, attaccò la taifa di Saragozza, governata da al-Muqtadir, riportando alcuni successi, che permisero di conquistare Sidamon e Torregrossa, e Conca de Barberà, permettendo così di ripopolare L'Espluga de Francolí, che risultava ripopolata, nel 1079.
Secondo l'Ex Gesta Comitum Barcinonensium, nel 1078, sposò Matilde d'Altavilla(1059-dopo il 1112), figlia del duca di Puglia e Calabria e conte di Sicilia, Roberto il Guiscardo e della principessa longobarda Sichelgaita di Salerno, figlia di Guaimario IV di Salerno, principe di Salerno e di Capua, duca di Amalfi e Gaeta e duca di Puglia e Calabria. Anche la Crónica de San Juan de la Peña cita il matrimonio di Raimondo Berengario e Matilde.
Questo matrimonio sta a dimostrare che Raimondo Berengario aveva iniziato una espansione commerciale della contea verso la Sicilia e il sud dell'Italia, che rafforzò l'influenza catalana nel mar Mediterraneo.
Nel 1081, secondo The World of El Cid: Chronicles of the Spanish Reconquest, arrivò, alla corte di Barcellona, il Cid, che era stato esiliato dalla Castiglia, dal re Alfonso VI, e si offrì di mettersi al servizio della contea di Barcellona, assieme ai suoi fedeli; ma Berengario Raimondo ed il gemello Raimondo Berengario rifiurarono.
Il Campeador, allora, offrì i suoi servizi ad al-Muqtadir, re di Saragozza, che era tributario del regno di Castiglia, e poi, dopo la sua morte, al figlio di quest'ultimo, Al-Mutamín, che dovette affrontare una coalizione formata da al-Mundir, fratello di Al-Mutamín, e sovrano di Lérida, Tortosa e Dénia, il re d'Aragona Sancho Ramírez e la contea di Barcellona.
Nella battaglia di Almenar (1082) sconfisse la coalizione e fece prigioniero il conte di Barcellona, Raimondo Berengario II, che dopo poco tempo fu liberato a seguito del pagamento del riscatto.
Il 6 dicembre 1082, secondo il necrologio del monastero di Ripoll, il conte Raimondo Berengario morì; secondo la Crónica de San Juan de la Peña il conte, Raimondo Berengario II fu assassinato, per ordine del fratello, mentre da Barcellona si recava a Girona, nell'attraversamento di un folto bosco, in una località detta Pereita; Raimondo Berengario sembra che fu ucciso da uno degli accompagnatori, e secondo la voce popolare, su ordine del suo gemello, il conte, Berengario Raimondo II, che dopo quell'avvenimento fu denominato il Fratricida; la morte del conte Raimondo Berengario II viene ricordato anche dagli Annales Barcinonenses.
Il corpo del conte assassinato fu trasportato a Gerona e sepolto nella cattedrale di questa città.
La morte del fratello però non consentì a Berengario Raimondo di ampliare il suo potere, per l'opposizione del siniscalco di Catalogna, Guglielmo Raimondo e del conte di Cerdagna, Guglielmo. Nel 1086, finalmente fu raggiunto un compromesso per la successione alla parte di regno che era stata di competenza di Raimondo Berengario II: suo fratello gemello. Berengario Raimondo II fu nominato tutore del figlio postumo di Raimondo Berengario II, anche lui chiamato Raimondo Berengario, che così poté ereditare il titolo di conte di Barcellona, Girona ed Osona, rimanendo sotto la tutela dello zio Berengario Raimondo II, sino al 1097.

## Discendenza
Raimondo Berengario da Mafalda ebbe due (forse tre) figli:
- Almodis (circa 1078-1131). Almodis secondo le Europäische Stammtafeln[25], vol II, 69 (non consultate) era la figlia di Raimondo Berengario II e Matilde di Puglia[14] e sposò, verso il dicembre 1087, Bernardo Amato, visconte di Cardona (1086 - 1151) figlio di Deodato di Claramunt e di Ermesinda di Cardona, che aveva ereditato il suo titolo dalla madre. Questo matrimonio è attestato da tre donazioni fatte dai due coniugi: due risultano da due documenti dei Diplomatari de la vila de Cardona (anys 966-1276) (non consultati), il nº 81 del 26 dicembre 1087 e il nº 153 del 30 aprile 1126[14]; la terza, del 10 novembre 1113 era stata fatta al monastero di Cluny[26].
- Mafalda di Barcelona, (circa 1080-?), sposò Arnaldo Guglielmo, visconte di Fenollet[8]
- Raimondo Berengario[15] (1082-1131), conte di Barcelona, Girona e Osona, dalla nascita al 1097, sotto tutela e poi, dal 1097, da solo.

## Ascendenza
|                                      |                          |                          | Genitori               |  |  | Nonni |  |  | Bisnonni                 |  |  | Trisnonni              |  |
|                                      |                          |                          |                        |  |  |       |  |  | Borrell II di Barcellona |  |  | Sunyer I di Barcellona |  |
|                                      |                          |                          |                        |  |  |       |  |  | Borrell II di Barcellona |  |  | Sunyer I di Barcellona |  |
|                                      |                          | Riquilda di Rouergue     |                        |  |  |       |  |  | Borrell II di Barcellona |  |  |                        |  |
| Berengario Raimondo I di Barcellona  |                          |                          |                        |  |  |       |  |  | Borrell II di Barcellona |  |  |                        |  |
|                                      |                          | Ermesinda di Carcassonne | Ruggero I di Comminges |  |  |       |  |  |                          |  |  |                        |  |
|                                      |                          | Ermesinda di Carcassonne | Ruggero I di Comminges |  |  |       |  |  |                          |  |  |                        |  |
|                                      |                          | Ermesinda di Carcassonne | Adelaide di Gévaudan   |  |  |       |  |  |                          |  |  |                        |  |
| Raimondo Berengario I di Barcellona  |                          | Ermesinda di Carcassonne |                        |  |  |       |  |  |                          |  |  |                        |  |
|                                      |                          | Sancho Garcés            | García Fernández       |  |  |       |  |  |                          |  |  |                        |  |
|                                      |                          | Sancho Garcés            | García Fernández       |  |  |       |  |  |                          |  |  |                        |  |
|                                      |                          | Sancho Garcés            | Ava di Ribagorza       |  |  |       |  |  |                          |  |  |                        |  |
| Sancha Sánchez di Castiglia          |                          | Sancho Garcés            |                        |  |  |       |  |  |                          |  |  |                        |  |
|                                      |                          | Urraca Gomez             | Gómez Diaz di Saldaña  |  |  |       |  |  |                          |  |  |                        |  |
|                                      |                          | Urraca Gomez             | Gómez Diaz di Saldaña  |  |  |       |  |  |                          |  |  |                        |  |
|                                      |                          | Urraca Gomez             | …                      |  |  |       |  |  |                          |  |  |                        |  |
| Raimondo Berengario II di Barcellona |                          | Urraca Gomez             |                        |  |  |       |  |  |                          |  |  |                        |  |
|                                      | Adalberto I de La Marche | Bosone I de La Marche    |                        |  |  |       |  |  |                          |  |  |                        |  |
|                                      | Adalberto I de La Marche | Bosone I de La Marche    |                        |  |  |       |  |  |                          |  |  |                        |  |
|                                      | Adalberto I de La Marche | Emma di Périgord         |                        |  |  |       |  |  |                          |  |  |                        |  |
| Bernardo I de La Marche              | Adalberto I de La Marche |                          |                        |  |  |       |  |  |                          |  |  |                        |  |
|                                      |                          | …                        | …                      |  |  |       |  |  |                          |  |  |                        |  |
|                                      |                          | …                        | …                      |  |  |       |  |  |                          |  |  |                        |  |
|                                      |                          | …                        | …                      |  |  |       |  |  |                          |  |  |                        |  |
| Almodis de La Marche                 |                          | …                        |                        |  |  |       |  |  |                          |  |  |                        |  |
|                                      |                          | …                        | …                      |  |  |       |  |  |                          |  |  |                        |  |
|                                      |                          | …                        | …                      |  |  |       |  |  |                          |  |  |                        |  |
|                                      |                          | …                        | …                      |  |  |       |  |  |                          |  |  |                        |  |
| Amelia                               |                          | …                        |                        |  |  |       |  |  |                          |  |  |                        |  |
|                                      |                          | …                        | …                      |  |  |       |  |  |                          |  |  |                        |  |
|                                      |                          | …                        | …                      |  |  |       |  |  |                          |  |  |                        |  |
|                                      |                          | …                        | …                      |  |  |       |  |  |                          |  |  |                        |  |
|                                      |                          | …                        |                        |  |  |       |  |  |                          |  |  |                        |  |

### Fonti primarie
- (LA)  Cartulaire de l'abbaye de Lérins, 1ère partie.
- (LA)  Rerum Gallicarum et Francicarum Scriptores, tomus XI.
- (LA)  Rerum Gallicarum et Francicarum Scriptores, tomus XII.
- (LA)  Monumenta Germaniae Historica, Scriptores, Tomus XXIII.
- (LA)  Recueil des chartes de l'abbaye de Cluny. Tome 6.

### Letteratura storiografica
- Rafael Altamira, Il califfato occidentale, in "Storia del mondo medievale", vol. II, 1999, pp.477–515
- E.W. Watson, Losviluppo dell'organizzazione ecclesiastica e le sue basi economiche, in "Storia del mondo medievale", vol. V, 1999, pp.425–460
- Rafael Altamira, La Spagna (1031-1248), in "Storia del mondo medievale", vol. V, 1999, pp.865–896
- (ES)  Los Condes de Barcelona Vindicados, Tomos II.
- (CA)  Crónica de San Juan de la Peña.
- (EN)  The World of El Cid: Chronicles of the Spanish Reconquest.